# Chlorochrysa calliparaea
Chlorochrysa calliparaea là một loài chim trong họ Thraupidae.